# Tamba costinotata
Tamba costinotata är en fjärilsart som beskrevs av Butler 1881. Tamba costinotata ingår i släktet Tamba och familjen nattflyn. Inga underarter finns listade i Catalogue of Life.